# Koki Oshima
Koki Oshima (大島 康樹 Oshima Koki?), född 30 maj 1996 i Shizuoka prefektur, är en japansk fotbollsspelare.
Oshima började sin karriär 2014 i Kashiwa Reysol. 2016 blev han utlånad till Kataller Toyama. Han gick tillbaka till Kashiwa Reysol 2017. 2018 flyttade han till Thespakusatsu Gunma. 2019 flyttade han till Tochigi SC.